# Napoleonkrigen
Napoleonkrigen var en serie krig i Europa som löpte från 1803 till 1815 mellan Napoleons franska kejsardöme och olika koalitioner. De var fortsättning på de krig som utlöstes av franska revolutionen 1789. Napoleons arméer erövrade stora delar av Europa, men hans makt kollapsade efter Frankrikes katastrofala invasion av Ryssland 1812 och slaget vid Leipzig 1813. Kejsardömet led slutligen ett fullständigt militärt nederlag vid Waterloo vilket resulterade i restaurationen av bourbonska monarkin i Frankrike. 
Krigen resulterade i upplösningen av tysk-romerska riket och sådde frön av gryende nationalism i Tyskland och Italien som skulle leda till de två nationernas respektive konsolideringar senare under århundradet. Under tiden började det globala spanska imperiet nystas upp då franska ockupationen av Spanien försvagade Spaniens grepp över sina kolonier, vilket gav en öppning för  nationalistiska revolutioner i spanska Amerika. Som en direkt följd av Napoleonkrigen, blev brittiska imperiet den främsta världsmakten under det kommande 100 åren och påbörjade därmed Pax Britannica.
Ingen enighet råder om när franska revolutionskrigen upphörde och Napoleonkrigen började. En åsikt är den 9 november 1799 då Bonaparte tog makten i Frankrike genom Brumairekuppen. Den 18 maj 1803 är det vanligaste datumet eftersom detta var när en förnyad krigsförklaring mellan Storbritannien och Frankrike (på grund av kollapsen av freden i Amiens) avslutade den enda perioden av allmän fred i Europa mellan 1792 och 1814. Napoleonkrigen avslutades efter Napoleons slutliga nederlag vid Waterloo den 18 juni 1815 och Andra Parisfreden.

## Koalitionskrigen
Franska revolutionskrigen och napoleonkrigen, ibland kallade koalitionskrigen, var en serie av sju krig som fördes av olika militära allianser av stora europeiska makter, kända som koalitioner, mot det revolutionära Frankrike mellan 1792 och 1815. Napoleon besegrade fem av sju koalitioner mot Frankrike. Under den sjätte och den sjunde koalitionen led Napoleon nederlag vid Leipzig respektive Waterloo.
Koalitionerna bestod av stater i det Tysk-romerska riket, Storbritannien, Österrike, Preussen, Spanien, Portugal, Ryssland, Sardinien, Sachsen och Sverige i olika sammansättningar.

## Napoleons erövringskrig 1803–1806
Efter andra koalitionen slöts freder mellan Frankrike och koalitionsstyrkorna 1801.
Freden blev dock kortvarig och redan 1803 återupptogs fientligheterna mellan Storbritannien och Frankrike. Napoleon samlade en enorm invasionsstyrka vid Engelska kanalen, den så kallade La grande armée, Den stora hären. Den 2 december 1804 lät Napoleon kröna sig till fransmännens kejsare, en handling som ansågs som en ren och skär utmaning mot Europas etablerade stormakter. Invasionsplanerna mot Storbritannien fick dock skrinläggas efter att både Ryssland och Österrike anslutit sig till den mot Frankrike riktade Tredje koalitionen. Engelsmännen vann dessutom en sjöseger vid Trafalgar (21 oktober 1805) under amiral Nelson, och krossade därmed den franska flottan.
Den 2 december 1805 befäste Napoleon dock sin makt på kontinenten genom att vinna sin mest imponerande seger vid slaget vid Austerlitz i det så kallade trekejsarslaget. Ryssarna tvingades retirera österut och Österrike inledde fredsförhandlingar. Redan nästa år, 1806, hade turen kommit till Preussen. Napoleon marscherade i ilfart fram mot Berlin och bröt igenom preussarnas försvar i slaget vid Jena-Auerstedt (14 oktober 1806).

## Europas herre 1806–1812
Från Berlin proklamerade Napoleon Kontinentalblockaden, vilken innebar att hela den europeiska kontinenten skulle stängas för brittisk handel. På detta sätt hoppades den franske kejsaren kunna tvinga britterna på knä genom ekonomisk krigföring. Upprätthållandet av Kontinentalblockaden blev från och med nu Napoleons viktigaste utrikespolitiska mål.
Ryssland tvingades till freden vid Tilsit efter krigföring i Polen 1806–1807 (slaget vid Friedland, den 14 juni 1807). Ryssland gick därmed med i kontinentalblockaden och blev således en av Frankrikes allierade. Under tiden planerade Napoleon att införliva Spanien i sin intressesfär, och då Portugal vägrade gå med i Kontinentalblockaden lät han franska trupper rycka in på spansk mark för att kämpa mot portugiserna. 1808 abdikerade den spanske kungen och Napoleon skänkte sin egen bror, Joseph Bonaparte, den spanska kronan. Vad som följde var en regelrätt spansk folkresning mot det franska systemet och den så kallade gerillan tog fart. Gerillakriget i Spanien kom att utkämpas ända till 1813 och slukade stora mängder franska trupper. Talrika brittiska förband ledda av hertigen av Wellington landsteg i Spanien för att understödja den spanska resningen.
Sporrade av gerillan i Spanien, ingick Österrike återigen förbund med Storbritannien och förklarade Frankrike krig. Den 6 juli 1809 lyckades dock Napoleon besegra österrikarna utanför Wien, i slaget vid Wagram, och Österrike tvingades återigen till ett förnedrande fredsfördrag.
Sverige förde ursprungligen en antinapoleonsk politik, men kom under press under finska kriget och svängde till en mer napoleonvänlig linje efter revolutionen 1809. Britternas försök att få Sverige stanna kvar som allierade genom humanitär hjälpverksamhet var inte framgångsrikt .
År 1809 var den brittiska flottan starkare än någonsin. Den räknade då 684 sjögående krigsfartyg, däribland 113 linjeskepp, och en besättning av 130 000 man. En sådan kraftutveckling gjorde det möjligt att spärra alla fientliga krigshamnar och besätta alla viktiga platser. Dessa gynnsamma omständigheter begagnade sig britterna av för att utvidga sitt kolonialvälde; en fördel var att de spanska kolonierna höll fast vid det bourbonska huset och slöt sig till Storbritannien. På Saint-Domingue utbröt ett uppror mot fransmännen, vilket ledde till att fransmännen förlorade ön 1804 och republiken Haiti utropades. Cayenne erövrades, Martinique, Guadeloupe och de franskholländska Antillerna fick överlämna sig åt britterna. Storbritannien bemäktigade sig också den blomstrande ön Isle de France (Mauritius) och Bourbon (Réunion) i Indiska havet. Av de holländska kolonierna gick Moluckerna, Bandaöarna och Java förlorade. Å andra sidan blev det aldrig något av Napoleons plan att understödja maratherna mot engelsmännen, och inte heller den ännu mer omfattande planen år 1808, som gick ut på att i förening med tsar Alexander erövra Indien. Britterna var och förblev där herrar till lands och överallt härskare på haven.
Under tiden 1811–1812 försämrades återigen de rysk-franska relationerna. Ryssarna öppnade sina gränser för handel med engelsmännen, och detta blev startskottet för Napoleons mobilisering. Den 24 juni 1812 gick Napoleon över gränsfloden Njemen och ledde 580 000 man franska och allierade trupper i fält in på ryskt område. De ryska arméerna drog sig dock successivt undan österut. Under Kutuzov gjorde ryssarna halt vid Borodino, där ett blodigt slag utkämpades den 7 september 1812. Napoleon intog Moskva den 14 september.

## Napoleons fall 1812–1815
Efter fem veckors väntan i Moskva tvingades fransmännen återigen dra sig tillbaka västerut. Reträtten blev en av krigshistoriens stora sorgespel. Förföljda av den ryska armén, drog sig de retirerande fram genom ödelagda områden som bränts och plundrats av ryssarna själva (den brända jordens taktik). Som kronan på verket inföll den ryska vintern ovanligt tidigt och blev ovanligt kall och sträng. Den franska armén besegrades av ryssarna. Av de 580 000 man Napoleon lett in i Ryssland sommaren 1812, återvände drygt 22 000.
Trots katastrofen i Ryssland utrustades snabbt en ny fransk armé och 1813 kämpade den med framgång i Tyskland. Preussen anslöt sig snabbt till den nya koalitionen mot Frankrike, och Österrike anslöt sig senare. Även Sverige blev en krigförande part mot Frankrike, bland annat under slaget vid Dennewitz i september. Den 16–19 oktober 1813 stod ”folkslaget” vid Leipzig, där Napoleon förlorade stort mot den allierade övermakten.
1814 fördes kriget in på franskt territorium. Söderifrån ryckte britter och spanjorer fram över Pyrenéerna. Utanför Paris portar försvarade sig Napoleon med sina sista trupper i en desperat kamp men blev där besegrad. Den 31 mars 1814 marscherade de allierade med tsar Alexander i spetsen in i Paris och den 6 april abdikerade Napoleon i Fontainebleau och landsförvisades till ön Elba utanför Italiens kust.
Den 1 mars 1815 landsteg Napoleon återigen i Frankrike och inledde de hundra dagarna. Han tog makten i Paris och utrustade en ny armé. I slaget vid Waterloo den 18 juni 1815, lyckades dock britterna under hertigen av Wellington och preussarna under Gebhard Leberecht von Blücher besegra Napoleon i ett sista legendariskt fältslag. Napoleon tvingades till en andra abdikation och sändes i fångenskap till ön Sankta Helena i Sydatlanten.
Till de sekundära konflikterna under Napoleonkrigen hör bland annat det brittisk-amerikanska 1812 års krig och det rysk-svenska kriget 1808–1809, det så kallade finska kriget. Nämnas kan också det av den franska revolutionen inspirerade slavupproret på Haiti 1802–1804.

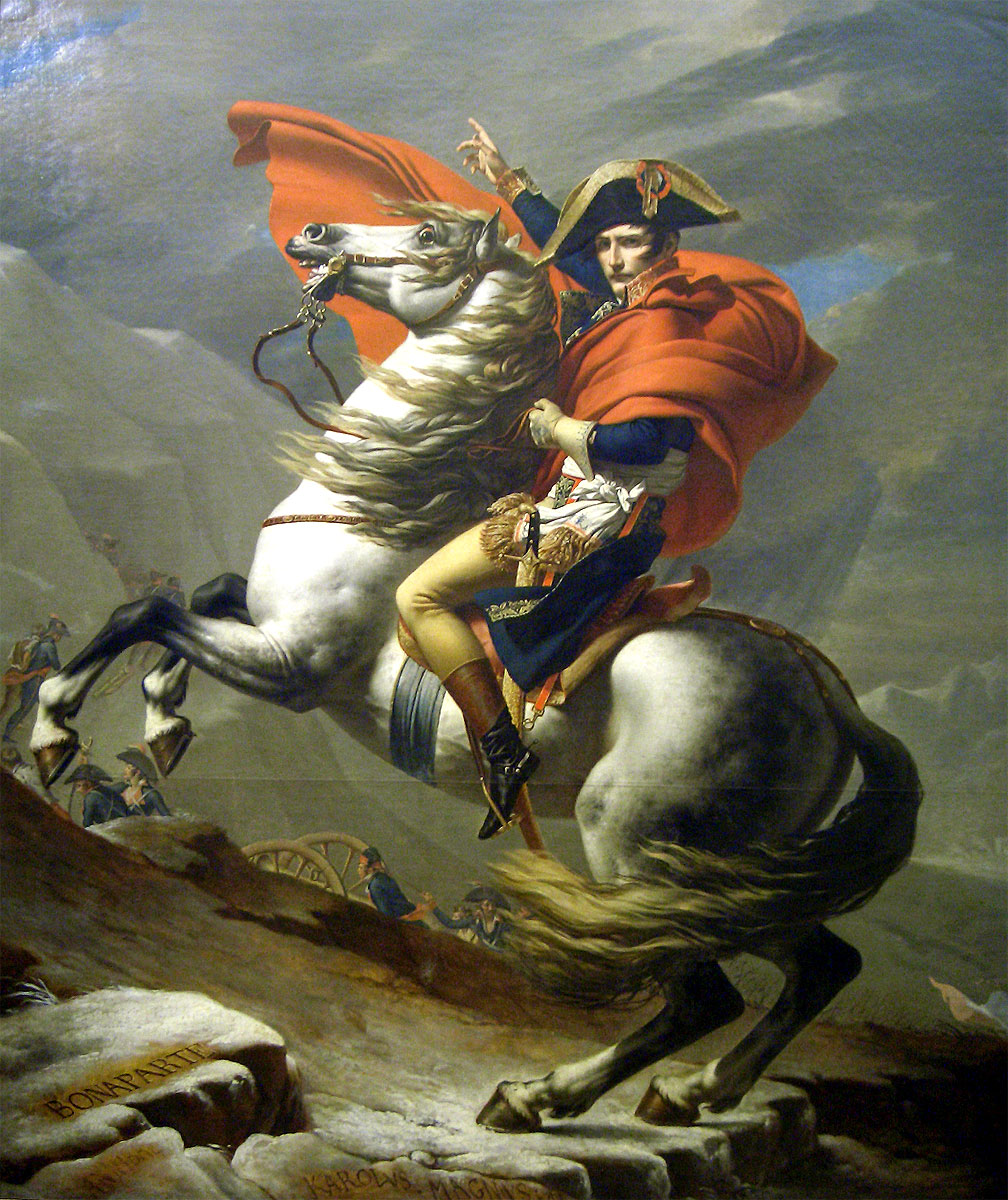
Napoleon korsar S:t Bernardspasset av Jacques-Louis David 1803.
3 maj 1808 av Francisco de Goya, målad 1814. Franska soldater arkebuserar spanska motståndsmän.
Napoleon och resterna av la grande armée på reträtt efter det ryska fälttåget. Målning av Adolph Northen ca 1850.